# Roller Armor Club Saint-Brieuc
Maillots
Actualités
Le RAC Saint-Brieuc est le club de sports sur patins à roulettes de Saint-Brieuc, en France. C'est le 3e club français et le 140e club mondial. En 2014, il compte 230 licenciés et 150 en 2019.

## Histoire
Les frères Pierre et Stéphane Surun font partie des fondateurs du club.
Entre les années 1970 et 1980, le cinq majeur composé de Jean-Marc Kéromnes, Jean-Marc Le Potier, Benoit Rehel, Jean-Jacques Corlay et Alain Fiaut remporte le championnat de France a plusieurs reprises dans les catégories jeunes.
Michel Beaudic est président du club pendant 19 ans.

## Palmarès

### Équipes Senior
- 2014 : 4e N1 Elite
- 2013 : 3e N1 ELITE et 3e Coupe de France
- 2011 : 3e de la coupe de France
- 2010 : Finaliste de la coupe de France
- 2009 : Vainqueur du championnat de France 3e division[9]
- 2008 : Demi-finaliste de la coupe de France
- 2007 : Demi-finaliste de la coupe de France
- 2004 : Vainqueur de la coupe de France
- 2003 : Vainqueur de la coupe de France

### Équipes Jeunes (Titres nationaux)
- 2011: Champion de Bretagne 6e championnat de France
- 1999 : Vice-champion de France U17
- 2001 : 3e au championnat de France junior
- 1978 : Champion de France minimes
- 1979 : Champion de France minimes
- 1981 : Vice-Champion de France juniors
- 1982 : Champion de France juniors
- 1983 : Champion de France juniors

## Joueurs du club

### Effectif 2014-2015
| Nom                   | Poste           | Nationalité sportive | Sélections    | Arrivé en     | Club précédent               |
| Kevin Pique           | Gardien         | Espagne              | -             | 2013          | Cerdanyola HC (D2 espagnole) |
| Xavier Tanguy         | Gardien         | France               | France A      | 2004          | Quintin RC                   |
| Julien Le Gorrec      | Gardien         | France               | France U17    | 2013          | Hockey Club Quévertois       |
| Jocelyn Tanguy        | Joueur de champ | France               | -             | 2005          | Quintin RC (D3 française)    |
| Anthony Le Roux       | Joueur de champ | France               | France A      | 2010          | SPRS Ploufragan              |
| Pablo Gonzalez Ferrer | Joueur de champ | Argentine Italie     | Argentine U20 | 2014          | H Novara (D1 italienne)      |
| Aurélien Balusson     | Joueur de champ | France               | -             | 2014          | SPRS Ploufragan              |
| Mattis Rault          | Joueur de Champ | France               | France U17    | Formé au Club |                              |
| Wilfried Roux         | Joueur de champ | France               | France A      | 2009          | Nantes ARH (D2 française)    |
| Antoine Le Berre      | Joueur de champ | France               | France U20    | 2014          | SCRA Saint-Omer              |
| Mario Rodriguez       | Joueur de champ | Mozambique           | Mozambique A  | 2014          | Sporting CP (D1 portugaise)  |

Coach:  Frédérick Bouyer

### Anciens joueurs
- Carré Nicolas parti au PA Crehen en 2011

## Anciens entraîneurs
- Alain Fiaut
- Vincent Couvé (parti au CO Pacé  N2 Française)

## Repères historiques

### Titres nationaux
- 2 titres de coupe de France en 2003 et 2004.

### Coupes d'Europe
Le RAC Saint-Brieuc a participé à la Coupe CERS à trois reprises:
- Édition 2013-2014: Elimine en 16e par Cronenberg(ALL) (11-9)
- Édition 2010-2011 : Éliminé en quart-de-finale par le HC Braga (15-6)[10]
- Édition 2004-2005 : Éliminé en huitième-de-finale par le R Novara (18-2)[11]
- Édition 2003-2004: Éliminé au tour préliminaire par le Igualada HC(20-1)[12]